# Осун
Осун је једна од савезних држава Нигерије. Налази се у југозападном делу земље, а главни град државе је град Ошогбо. 
Држава Осун је формирана 1991. године. Заузима површину од 9.251 km² и има 4.137.627 становника (подаци из 2005). 